# Muzeul Esperanto din Svitavy

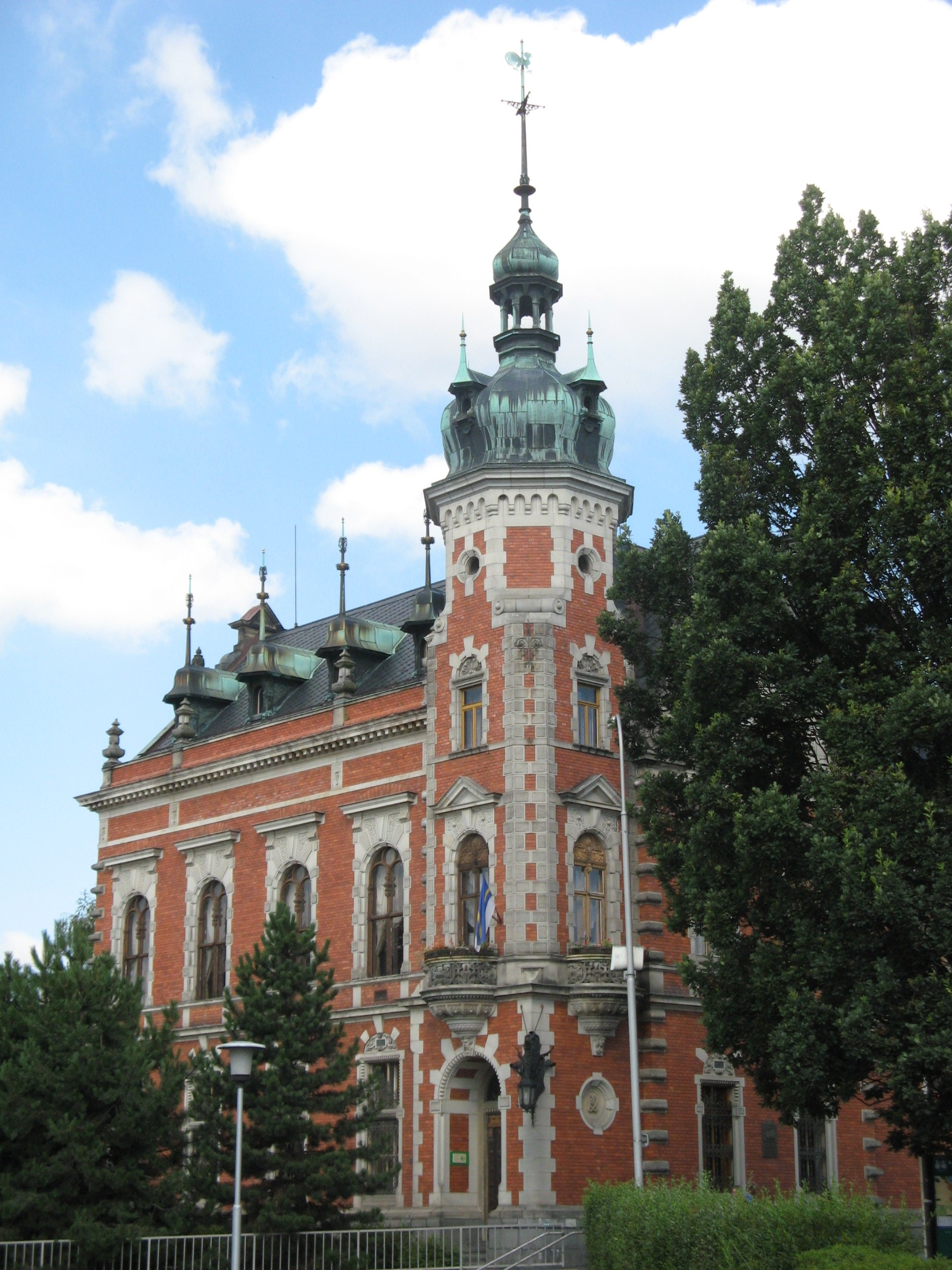
Casa Ottendorfer sau Biblioteca Roșie, clădirea muzeului

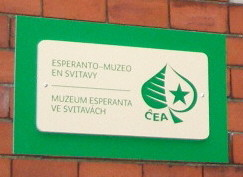
Placă la intrare

Muzeul Esperanto din Svitavy (în Esperanto: Esperanto-Muzeo en Svitavy) este o instituție culturală a Asociației Cehe de Esperanto (Ĉeĥa Esperanto-Asocio). Muzeul Esperanto din Svitavy aparține de Muzeul Orașului din Svitavy (din Republica Cehă) și prezintă istoria și activitatea curentă a mișcării Esperanto. A fost inaugurat în septembrie 2008.

## Locație
Muzeul poate fi găsit în cea mai frumoasă clădire a orașului, în Casa Ottendorfer, care a fost construită în 1892 de jurnalistul american, născut în Svitavy, Valentin Oswald Ottendorfer. Arhitectul germano-brazilian din Brno, Germano Wanderley, a proiectat casa, în timp ce primarul orașului, inginerul Friedrich Wilhelm Sander, i-a încredințat construcția clădirii lui Johann Bier. Casa este cunoscută și sub numele de Biblioteca Roșie, deoarece pereții ei au o culoare de cărămidă roșie.

### Scopul original al casei
Casa găzduiește, de asemenea, o bibliotecă publică cu 7.400 de cărți în limba germană, care s-a extins ulterior într-o colecție de 22.000 de volume. În acea perioadă, orașul Zwittau (Svitavy) a fost locuit în cea mai mare parte de vorbitori de limbă germană. Din când în când, în forumul de la etajul superior au loc concerte, reprezentări de piese de teatru și prelegeri.
Colecția de cărți este considerată a fi una superbă, deoarece Ottendorfer a dorit ca literatura de bună calitate să fie accesibilă unui public mai larg. El a sperat că alte orașe îi vor urma modelul. Apoi a decis să catalogheze colecția în conformitate cu clasificarea zecimală Dewey.
În timpul celui de-al doilea război mondial, multe cărți au fost furate, apoi și mai multe în perioada comunistă, până când au rămas doar 6.000 de volume. Acestea sunt acum conservate în casa de vizavi de piață, în Muzeul Orașului Svitavy.

### Fondarea muzeului Esperanto

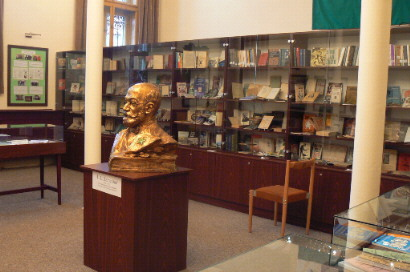
Sala principală de expoziție a muzeului, cu bustul lui L. L. Zamenhof în prim-plan

La parterul Casei Ottendorfer s-a aflat o cameră goală, care aparținut mereu muzeului. Vorbitorii locali de Esperanto au propus directorului muzeului și primarului crearea unei expoziții despre istoria mișcării Esperanto. Amândoi au fost entuziasmați de această idee. Nu numai că au ajuns la un acord cu Ministerul Culturii, dar li s-a oferit și sprijin financiar pentru repararea și înzestrarea camerei cu mobilierul necesar. O mare parte a acestui proiect a fost realizată de comunitatea de Esperanto locală, care a fost ajutată și de Asociația Cehă de Esperanto, precum și de alte asociații din străinătate. Muzeul orașului a împrumutat bustul lui Ludovic Lazar Zamenhof și au fost aduse multe cărți din orașul Česká Třebová din apropiere, care are cea mai mare colecție de cărți în limba Esperanto din Republica Cehă. Însă, în colecția din Česká Třebová, cărțile sunt stocate într-o arhivă unde publicul nu are acces din cauza nevoilor științifice, în timp ce în Svitavy sunt expuse publicului larg.

### Amenajarea muzeului
Cărțile în Esperanto sunt expuse în șapte vitrine de sticlă, aranjate după subiectul expozițiilor individuale. Muzeul expune, de asemenea, cărți apărute în prezent, care pot fi cumpărate. În spatele vitrinelor este un spațiu închis cu rafturi de cărți în Esperanto. Alte exponate pot fi văzute pe cele cinci mese acoperite cu sticlă, împreună cu 13 panouri de perete care prezintă cu text și imagini diferite subiecte ale mișcării. Există, de asemenea, o expoziție de diferite obiecte mici cu importanță din punct de vedere istoric. Vizitatorii pot interacționa, de asemenea, cu un computer cu ecran tactil pentru a afla mai multe despre diverse domenii de interes. În apropiere se află o mică colecție de reviste și broșuri (în limbile cehă, engleză, esperanto, germană, rusă), pe care vizitatorii le pot lua gratuit. Camera din spate a muzeului are o mică cafenea unde oamenii pot discuta.

## Istorie
Muzeul a fost inaugurat la 20 septembrie 2008. La deschidere au participat oaspeți de onoare, inclusiv Herbert Mayer, directorul Muzeului Internațional de Esperanto din Viena.

## Activități
În octombrie 2011, muzeul a găzduit Wikimania Esperanto, un eveniment organizat cu ocazia aniversării a 10 ani a Wikipediei în Esperanto.